# ひなどりGIRL
『ひなどりGIRL』（ひなどりガール）は、松沢まりによる日本の漫画作品。

## 登場人物
サリー1号 声：金田朋子
英才が作った少女のロボット。
石川吉喜 声：喜安浩平
長男で高校二年生。機械いじりが趣味。
石川明 声：田村ゆかり
吉喜の妹で中学二年生。かなりのブラコン。
芦野菜穂 声：今野宏美
明の同級生。
星崎月子 声：大原さやか
教師。25歳。ムーンローズ博士としてサリーを回収しに来た。
石川英才 声：成田剣
吉喜と明の父。科学者。
佐助 声：津久井教生
月子の助手。23歳。ロリコン。
笹山信之
吉喜の同級生。
星崎瑠那
英才の会社の社長の孫。
石川桜
吉喜と明の母。故人。

## 単行本
- 松沢まり 『ひなどりGIRL』 メディアワークス、全3巻
  1. 2004年2月15日発行、ISBN 4840225958
  2. 2004年10月15日発行、ISBN 4840228205
  3. 2005年9月15日発行、ISBN 4840231621

## ドラマCD
- ひなどりGIRL Vol.1 (2004年10月22日)
- ひなどりGIRL Vol.2 (2004年12月22日)